# Зимний пейзаж с конькобежцами и ловушкой для птиц
«Зимний пейзаж с конькобежцами и ловушкой для птиц» (нидерл. Winterlandschap met schaatsers en vogelknip) — картина фламандского художника Питера Брейгеля Старшего. На картине изображена деревенская сцена с людьми, катающимися на коньках по замёрзшей реке, и птицами, собравшимися вокруг ловушки для птиц на земле и на голых деревьях.
Существует более сотни известных ранних версий мотива. Оригиналом считается копия 1565 года, которая находится в Брюсселе в Королевских музеях изящных искусств. Атрибуция этой версии Брейгелю, однако, долгое время оспаривалась и до сих пор не выяснена до конца. Некоторое время Брейгель также считался автором версии, хранящейся в венском Музее истории искусств, которая теперь с оговорками приписывается его сыну Питеру Брейгелю Младшему.

## Версии

### Брюссельская версия
Картина маслом на дубовой панели размером 37 на 55,5 сантиметров. На правом нижнем краю находится подпись Брейгеля с датой написания: «BRVEGEL / M.D.LXV.».
Поступила в Королевский музей изящных искусств как часть коллекции доктора Ф. Дельпорта. Стала доступна специалистам в 1927 году, которые, включая Густава Глюка и Уилла Громанна, подвергли сомнению атрибуцию Питеру Брейгелю Старшему. Клаус Эртц разработал теорию о том, что первоначальная версия картины может также быть утраченной работой второго сына Брейгеля — Яна Брейгеля Старшего, вдохновленного «Охотниками на снегу» отца. На среднем плане этой картины, датируемой тем же годом, снова встречаются различные сцены композиции.

### Венская версия
Венская версия также написана маслом на дубовой панели. Размер панно — 39 на 57 сантиметров, с рамой — 52,2 на 69,5 сантиметров. Подписана и датирована на правом нижнем крае: «P. BRVEGH[…] 1601», но год едва различим. Работа принадлежала коллекции Леопольда Вильгельма и находится в картинной галерее Венского музея истории искусств под инвентарным номером GG_625; музей приписывает её Питеру Брейгелю Младшему, добавляя в скобках «сомнительно».

### Другие версии
Оригинальной картине предшествует гравюра «Катание на коньках у ворот святого Георгия в Антверпене», написанная Питером Брейгелем Старшим в 1558 году.
Существует множество ранних реплик и копий картины. Она была одной из самых популярных композиций в нидерландской пейзажной живописи и одной из самых известных среди художников династии Брейгелей. Из их мастерских сохранилось не менее 127 копий мотива, большинство из которых мало чем отличаются друг от друга. Из них 45 приписываются Питеру Брейгелю Младшему, например, в ГМИИ имени Пушкина в Москве хранится две его картины: «Зима. Катанье на коньках» (около 1600—1605) и «Зимний пейзаж с птичьей западнёй» (1620-е). Также одноимённые картины находятся в частном собрании Валерии и Константина Мауергауз (1620-е) и Эрмитаже (1615—1620). Первая приобретена 2 июня 2012 года на аукционе «Кристис» в Нью-Йорке, ранее находилась в собрании Метрополитен-музея. Вторая, приобретённая у частного лица, поступила в музей в 1972 году. Кроме того, в Эрмитаже хранится рисунок 1611 года «Зимний пейзаж» из собрания Иоганна Карла Кобенцля, поступивший в 1768 году, а в коллекции Валерии и Константина Мауергауз есть версия под названием «Зимний пейзаж с ловушкой для птиц» Яна Брейгеля Старшего.
Остальные картины находятся в Национальном музее во Вроцлаве, Боннефантенмузеуме в Маастрихте, а также в других музеях и частных коллекциях.

## Описание
Выполнена в основном в светлых, бежевых и голубовато-серых тонах. На картине изображён ветреный, заснеженный пейзаж. Около трети полотна занимает небо. На горизонте сквозь заснеженную равнину вдали виднеется силуэт города. Среднюю часть картины обрамляет деревенский пейзаж, состоящий из почти десятка красноватых домов и церкви, все с заснеженными крышами. Деревня была идентифицирована как Синт-Анна-Педе под Брюсселем, чья готическая деревенская церковь также изображена, например, на картине Брейгеля «Притча о слепых». Считается, что город вдали — Антверпен.
По всему ландшафту разбросаны голые деревья. Передний план картины разделён на две сцены: слева на площади множество людей развлекаются на льду замёрзшей маленькой речки. В правой части показано скопление птиц вокруг ловушки на берегу. Люди разбросаны по льду. В одиночку или небольшими группами они катаются на коньках или играют, среди прочего, в Colf — вид спорта, похожий на гольф, и Klootschieten — кёрлинг. Почти все они одеты в тёмные цвета, иногда в ярко-красные, чётко выделяясь на фоне яркого, почти монохромного окружения. На правом берегу реки растут такие же тёмные деревья со снегом на голых ветвях. Снизу в картину вклиниваются безлистные ветви нескольких кустов. Одно особенно высокое дерево достигает верхней границы картины всей шириной своей кроны. Под ним, справа от ствола и немного впереди от точки зрения зрителя, находится ловушка для птиц, которая и дала название картине. Она состоит из наклонной доски, поддерживаемой палкой слева. В непосредственной близости от неё несколько чёрных птиц клюют снег, а другие сидят на ветвях окружающих кустарников.
Многочисленные репродукции картины мало чем отличаются от брюссельского варианта. В отдельных случаях были добавлены цифры.

## Интерпретации
Картина считается родоначальником жанра зимних пейзажей, который был широко распространён и очень популярен в XVII веке. В частности, яркая характеристика времени года через выбор цвета и передачу условий освещения была основополагающей для этого жанра. Кроме того, часто утверждается, что картина является самостоятельным произведением искусства.
Кроме того, часто утверждается, что Брейгель создал картину с морализаторской тенденцией, сопоставив людей, которые выходят на лёд ради удовольствия, и птиц, которых заманивают в ловушку кормом. Художник проводит сравнение между счастливыми людьми и бесхитростными животными, ищущими пищу в смертельной ловушке. В манере изображения фигуры людей и животных имеют некоторое сходство: они преимущественно чёрные с редкими оттенками красного, что создает сильный контраст с белым окружением. Две птицы, сидящие на ветке, которая с точки зрения зрителя выступает перед ледяной поверхностью, нарисованы одного размера с конькобежцами, которые находятся далеко от них в пространстве, но совсем рядом с ними на холсте. Параллель между этими двумя ситуациями интерпретируется как предостережение художника от безрассудного подвергания себя опасности. В то же время считается, что картина является аллегорией lubricitas vitae, неопределенности существования.